# Derek Bickerton
Derek Bickerton (Cheshire, 25 de março de 1926 — 5 de março de 2018) foi um linguista estadunidense, professor emérito da Universidade do Havaí. Baseado em seu trabalho sobre línguas crioulas na Guiana e no Havaí, ele propôs que os recursos dessas línguas fornecem importantes insights sobre a origem da linguagem tanto pelos indivíduos quanto como uma característica da espécie humana. Ele é o criador e principal proponente da hipótese do biograma da linguagem, segundo a qual a semelhança das línguas crioulas é devida à sua formação a partir de um pidgin anterior por crianças que compartilham a capacidade gramatical inata.

## Obras
- Tropicana, A Novel., 1963
- Dynamics Of A Creole System, 1975
- Bickerton, Derek (1981). Roots of Language. [S.l.]: Karoma Publishers. ISBN 978-0-89720-044-8
  - Bickerton, Derek (2016). Roots of Language. [S.l.]: Language Science Press. ISBN 978-3-946234-08-1
- Bickerton, Derek, (1984). The language bioprogram hypothesis, in: Behavioral and Brain Sciences, 7, 173–221.
- Bickerton, Derek (1990). Language and Species. [S.l.]: University of Chicago Press. ISBN 978-0-226-04610-5
- Language and Human Behavior, 1995
- Lingua ex Machina: Reconciling Darwin and Chomsky with the Human Brain, 2000
- Bickerton, Derek (2008). Bastard Tongues. [S.l.]: Hill and Wang. ISBN 978-0-8090-2817-7
- Bickerton, Derek (2009). Adam's Tongue. [S.l.]: Hill and Wang. ISBN 978-0-8090-2281-6
- Bickerton, Derek (2014). More than Nature Needs: Language, Mind, and Evolution. [S.l.]: Harvard University Press. ISBN 978-0-674-72490-7